# Jicchak Perec (1936–2002)
Jicchak Perec (hebr.: יצחק פרץ, ang.: Yitzhak Peretz, ur. 3 czerwca 1936 w Casablance, zm. 17 października 2002) – izraelski nauczyciel, samorządowiec i polityk, w latach 1977–1979 wiceminister przemysłu, handlu i turystyki, latach 1974–1988 poseł do Knesetu, w latach 1971–1974 burmistrz Dimony.

## Życiorys
Urodził się 3 czerwca 1936 w Casablance, w Maroku Francuskim.
W 1952 wyemigrował do Izraela. Ukończył szkołę rolniczą Mikwe Jisra’el. Ukończył kursy na Uniwersytecie Bar-Ilana. W latach 1957–1963 był nauczycielem w Riszon le-Cijjon. W 1963 został członkiem rady miasta Dimony. W 1969 został członkiem dyrektoriatu Światowej Federacji Sefardejskiej, a w 1970 członkiem prezydium tej organizacji. W latach 1971–1974 był burmistrzem Dimony.
W polityce początkowo związany z Mapai, którego członkiem został w 1956. Następnie podążał za Dawidem Ben Gurionem przystępując do kolejnych utworzonych przez niego partii – w 1965 do Rafi, a w 1968 do Listy Państwowej. W 1973 był jednym z założycieli partii La’am powstałej z połączenia Listy Państwowej, Wolnego Centrum oraz Ruchu na rzecz Wielkiego Izraela. Po połączeniu La’am z Gahalem i powstaniu Likudu kandydował z listy tego ugrupowania w wyborach parlamentarnych w 1973 zdobywając mandat poselski. W ósmym Knesecie został zastępcą przewodniczącego i zasiadał w komisjach kontroli państwa oraz edukacji i kultury. W kolejnych wyborach uzyskał reelekcję, a w dziewiątym Knesecie był członkiem komisji: ds. badania systemu szkół podstawowych oraz reformy edukacji; pracy i opieki społecznej; spraw gospodarczych; spraw zagranicznych i obrony; finansów oraz kontroli państwa.
28 czerwca 1977 dołączył do powołanego osiem dni wcześniej pierwszego rządu Menachema Begina jako wiceminister przemysłu, handlu i turystyki w resorcie kierowanym przez Jigga’ela Hurwica. Od 1978 do 1982 był przewodniczącym Syjonistycznego Komitetu Wykonawczego. Na stanowisku wiceministra pozostał również po odwołaniu Hurwica (1 października 1978), jednak został odwołany 15 stycznia 1979 po powołaniu na stanowisko ministerialne Gidona Patta. W latach 1979–1982 był przewodniczącym Funduszu Rozwoju Galilei Żydowskiego Funduszu Narodowego.
26 stycznia 1981 Hurwic, Perec i Zalman Szowal opuścili Likud na nowo powołując partię Rafi (jako Rafi – Lista Państwowa). 19 maja drogi rozłamowców rozeszły się – Hurwic i Szowal wraz z Mosze Dajanem utworzyli Telem, zaś Perec ponownie powołał do życia Listę Państwową, by 27 maja powrócić do Likudu. W lipcowych wyborach ponownie został wybrany posłem, a w Knesecie dziesiątej kadencji zasiadał w komisjach kontroli państwa; finansów; pracy i opieki społecznej oraz spraw wewnętrznych i środowiska. 26 października 1982 wraz z Amnonem Linem opuścił Likud, by zasilić szeregi lewicowej Koalicji Pracy. Przystąpił równocześnie do Partii Pracy.
W 1984 uzyskał reelekcję z listy Koalicji Pracy. W jedenastym Knesecie przewodniczył komitetowi wspólnemu ds. szkolenia inżynierów oraz podkomisji ds. ekologicznych. Zasiadał także w komisjach finansów; pracy i opieki społecznej; spraw zagranicznych i obrony oraz spraw wewnętrznych i środowiska. W wyborach w 1988 utracił miejsce w parlamencie.
Zmarł 17 października 2002.